# Ljungan; Uppströms Storsjön
Ljungan; Uppströms Storsjön este o arie protejată (arie specială de conservare — SAC, sit de importanță comunitară — SCI) din Suedia întinsă pe o suprafață de 165 ha, integral pe uscat.

## Localizare
Centrul sitului Ljungan; Uppströms Storsjön este situat la coordonatele 62°51′25″N 12°50′26″E / 62.8569°N 12.8405°E.

## Înființare
Situl Ljungan; Uppströms Storsjön a fost declarat sit de importanță comunitară în mai 2000 pentru a proteja 1 specie de animale. Situl a fost protejat și ca arie specială de conservare în decembrie 2009.

## Biodiversitate
Situată în ecoregiunea alpină, aria protejată conține 2 habitate naturale: Râuri de munte și vegetația erbacee de pe malurile acestora, Ape stătătoare oligotrofe până la mezotrofe, cu vegetație de Littorelletea uniflorae și/sau de Isoëto-Nanojuncetea.
La baza desemnării sitului se află o specie protejată de  mamifere: vidră de râu (Lutra lutra).